# Том Такер
Томас Вільям Арнольд Такер (a.k.a. «Brown Tom») (нар. 11 квітня 1973, Ленглі, Британська Колумбія, Канада) — канадський музикант. Разом із Тео Гуцинакисом 1994 року створив панк-групу Gob. З 2009 року гітарист групи Sum 41.

## Життєпис
З дитинства Том грав на всіх музичних інструментах, які йому попадались: на піаніно бабусі, на гітарі та банджо дідуся. 12-річним спробував грати на барабанах, але грошей, щоб їх купити, не мав. Працюючи газетоношею, він зміг назбирати грошей лише на гітару. Але справжнє бажання грати в Тома виникло, коли він послухав альбом Appetite for Destruction групи Guns N' Roses. Пізніше він міг зіграти весь альбом на будь-якому інструменті. До того як Том почав грати в групі Gob, яка принесла йому популярність, він грав у стилі рок-метал.

## Кар'єра

### Gob (1994-дотепер)
Такер був вокалістом та одним із двох гітаристів канадської панк-рок-групи Gob. Свій дебютний однойменний альбом група випустила 1994 року. Потім група підписала контракти з музичними лейблами Nettwerk та EMI і випустила п'ять студійних альбомів. Також Том любить такі композиції: «18», «Dead end love», «About my summer», «Prescription».

### Sum 41 (2007-дотепер)
З 2007 року є тур-гітаристом в групі Sum 41. Грає на гітарі Gibson Les Paul, яку йому подарував Деррік Уіблі. Також на концертах Sum 41 Том грає на клавішних. 2009 року Том став повноцінним членом групи. Улюблені пісні Sum 41 у Тома: «Still Waiting», «88», «Fat Lip», «Mr. Amsterdam», «The Jester», «Confusion/Frustration», «Holy Image of Lies», «Sick of Everyone».
Також Том брав участь у написанні синглу «Screaming Bloody Murder».

## Інше
У вересні 2011 року в інтерв'ю з Тодом Морсом з The Operation M.D. повідомив, що група вирушить в тур по Європі і Том Такер можливо поїде з ними разом із барабанщиком Маттом Бранном, після того, як Sum 41 скасували всі гастролі до кінця 2011 року.
9 серпня 2013 Такер в Twitter повідомив, що у зв'язку з народженням в Тодда Морса дитини, Том займе його місце на деяких концертах The Offspring.

## Додаткові факти
Том Такер вегетаріанець.

## Дискографія

### Gob
- Gob (1994)
- Too Late... No Friends (1995)
- How Far Shallow Takes You (1998)
- World According to Gob (2001)
- Foot in Mouth Disease (2003)
- Muertos Vivos (2007)
- Gob Documentary (2011)
- Upcoming Album (2011)

### Sum 41
- All the Good Shit (2009) (гітару Тома чути на бонусних треках з концертів наживо)
- Screaming Bloody Murder (2011)

### Інше
- FUBAR: The Album (2002)
- By A Thread (2007) (продюсер)
- Floodlight (2009) (продюсер)